# Norman Sherman
Norman Morris Sherman (* 25. Februar 1924 in Boston/Massachusetts; † 30. April 2015 in London/Ontario) war ein US-amerikanisch-kanadischer Fagottist, Musikpädagoge und Komponist.

## Leben
Sherman studierte bis 1949 Komposition an der Boston University, daneben von 1946 bis 1949 Fagott bei Ernst Panenka und Kammermusik bei Fernand Gillet, beide Mitglieder des Boston Symphony Orchestra. Außerdem hatte er an der Harvard University Unterricht in fortgeschrittenen Kompositionstechniken bei Brogue Henning und besuchte auf Einladung von Olivier Messiaen 1950 dessen Klasse für Musikästhetik und -analyse am Pariser Konservatorium.
Darauf begann Shermans Laufbahn als Orchestermusiker. Von 1953 bis 1954 war er Fagottist des Israel Philharmonic Orchestra, dann Erster Fagottist des Winnipeg Symphony Orchestra und des CBC Symphony Orchestra (1957–61), des Residentie Orkest (1961–69), des National Arts Centre Orchestra (1969–72) und des Orchestra London Canada (1972–74). Er trat in dieser Zeit unter Dirigenten wie  Pierre Boulez, Leonard Bernstein, Kurt Masur, Jean Martinon, Karl Böhm, Carl Schuricht, Bruno Maderna, Carlo Maria Giulini, Eugene Ormandy und Charles Munch auf.
1950 spielte Sherman den Solopart seiner eigenen Sinfonia Concertante for Bassoon and Strings. In seiner ersten Zeit in Kanada ab 1957 arbeitete er auch als Komponist für das Hörspielprogramm der CBC und dirigierte und arrangierte dort Musik für eigene Radiosendungen. Seine Kompositionen wurden von Orchestern und Kammermusikensembles in Israel, den Niederlanden und Kanada aufgeführt. Bruno Maderna dirigierte 1967 die Uraufführung von Through the Rainbow and/or Across the Valley mit dem Rotterdams Philharmonisch Orkest. Kompositionsaufträge u. a. vom Ontario Arts Council, dem Canada Council, der CBC und den Theatre Dance Players of Boston.
Nach dem Ende seiner aktiven Laufbahn als Orchestermusiker unterrichtete Sherman ab 1974 Komposition und Orchestration an der Queen’s University in Kingston/Ontario. Daneben wurde er Mitglied des Canadian Wind Quintet und gründete mit seiner Frau, der Cembalistin Riquette Sherman und der Geigerin Alanna Deptuch Vághy ein Trio für Barockmusik. Für die von ihm entwickelte Methode eines Kompositionsunterrichts auf der Basis von Gruppenimprovisation erhielt er zehn Preise des Ontario Arts Council.

## Werke
- Through the Rainbow and/or Across the Valley, UA 1967
- Thesis for Orchestra, 1975
- Quadron für Streichquartett, 1976
- Quintessant, 1977
- The Events of November 10, 1812 für Erzähler, Orchester und Kanone, 1978
- Bouquet
- La Bodega
- The Pioneers